# Турси
Турси (итал. Tursi) — коммуна в Италии, расположена в регионе Базиликата, подчиняется административному центру Матера.
Население составляет 5390 человек (на 2004 г.), плотность населения составляет 35 чел./км². Занимает площадь 156 км². Почтовый индекс — 75028. Телефонный код — 0835.
Покровителем населённого пункта считается San Filippo Neri. Праздник ежегодно празднуется 26 мая.